# Kurt Zouma
Kurt Happy Zouma (født 27. oktober 1994) er en fransk fodboldspiller, der spiller som midterforsvar for den engelske klub West Ham. Han har også tidligere spillet i hjemlandet for Saint-Étienne.
I januar 2014 blev han udnævnt af The Guardian som en af de ti mest lovende spillere i Europa.